# Намбад
Намбад (Анамбад; кат. Nambad, Anambad; казнён в 731) — епископ Уржеля.

## Биография
Известен только по сообщениям двух документов VIII века. В одном из них — копии письма, сохранившегося в двух кодексах из Отёна, — со слов христианских священников, бежавших из Испании в Бургундию от преследований мавров, говорится о казни вали Нарбона Утманом ибн Наиссой (известным христианам как Мунуза) епископа Намбада, который был сожжён на костре в городе Льивия по обвинению в поддержке мятежа против мусульман. Об этом же свидетельствует автор анонимной «Мосарабской хроники 754 года», который, описывая характер Мунузы, сообщает, что тот «…предал сожжению знаменитого епископа Анамбада в самом цвете лет…».
Оригинал письма историки датируют временем около 725 года, однако из контекста хроники следует, что казнь Намбада должна быть отнесена к самому концу жизни Утмана ибн Наиссы, погибшего в 731 году. Поэтому традиционной датой смерти епископа считается именно 731 год. Намбад был первым из христианских епископов Испании, казнённых мусульманами после завоевания ими Королевства вестготов, о котором сохранились достоверные сведения в исторических источниках. Хотя ни в одном из двух документов кафедра, занимаемая Намбадом, не указана, историки, опираясь на принадлежность города Льивии Урхельской епархии, считают, что он был епископом Уржеля. Эту же точку зрения поддерживает Католическая церковь, включившая Намбада в официальный список епископов Уржельской епархии.